# Liste de batailles aériennes
 (octobre 2023).
Si vous disposez d'ouvrages ou d'articles de référence ou si vous connaissez des sites web de qualité traitant du thème abordé ici, merci de compléter l'article en donnant les références utiles à sa vérifiabilité et en les liant à la section « Notes et références ».
L'aviation est aujourd'hui utilisée lors de tous les combats. Pour autant, il n'y a pas toujours de combats aériens à proprement parler.

## Seconde Guerre mondiale

### Europe
- Première Guerre mondiale : batailles permanentes

- 1939 : Blitzkrieg
- 1940 : Bataille de France
- 1940 : Bataille d'Angleterre
- 1942 : Raid sur Dieppe
- 1941-45 : Bombardement stratégique de l'Allemagne
  - 1943-45 : Bataille aérienne de Berlin
- 1941 : Opération Barbarossa
- 1943 : Opération aérienne du Kouban
- 1943 : Bataille de Koursk
- 1944 : Opération Overlord et libération de l'Europe
- 1945 : Opération Bodenplatte dernier assaut massif de la Luftwaffe au 1er janvier

### Pacifique
- 1941 (7 décembre 1941) : Attaque de Pearl Harbor
- 1942 (18 avril) : Raid de Doolittle sur Tokyo
- 1942 (4 au 8 mai) : Bataille de la mer de Corail
- 1942 : Bataille aéronavale de Guadalcanal
- 1942 (5 juin 1942) : Bataille de Midway
- 1944 : Bataille aéronavale des Mariannes : le « tir aux pigeons des Mariannes »
- 1944 : Libération du Pacifique
- 1944-45 : Offensive des Kamikazes

## Guerre froide
- 1950-1953 : Corée : Mig Alley

## Invasion de l'Ukraine par la Russie
- de 2022 à mai 2023, la Russie a perdu 82 avions et 87 hélicoptères[1].